# Шеліхов Григорій Іванович
Шеліхов Григорій Іванович (1747, Рильськ — 20 (31) липня 1795, Іркутськ) — російський дослідник, мореплавець, купець, злочинець.

## Біографія
Народився в 1747 році в місті Рильську Курської губернії у небагатій сім'ї купців. 1773 року переїздить в Іркутськ, де наймається прикажчиком до багатого купця І. Голікова. 1775 р.- організатор будівництва суден і спорядження експедицій за морськими звірами на Алеутські і Курильські острови (м. Охотськ).
1781 р. — засновник постійної морської компанії на узбережжі Північної Америки. 1783 р. — перша подорож вздовж Алеутських островів. Організація перших російських поселень на о. Кадьяк. 1789—1793 рр. — заснування трьох промислових кампаній.
У 1784 році організував Авауцьку різанину.
1795 р. — експедиції з метою заселення Курильських островів, плани організації експедиції до Японії. 
Помер Григорій Шеліхов 20 липня 1795 року. Похований у Знаменському монастирі Іркутська.